# Vàng Pao
Vàng Pao (RPA: Vaj Pov, chữ Lào: ວັງປາວ; Chữ Hmông Việt: Vangx Paor, 1929–2011) là người H'mong đầu tiên được phong hàm tướng Quân đội Hoàng gia Lào. Ông từng được mệnh danh là vua Mèo tại Thượng Lào từ năm 1960. Trong Chiến tranh Đông Dương, Vàng Pao được CIA nâng đỡ để chỉ huy Quân khu II ở miền bắc nước Lào chống lại Pathet Lào và việc sử dụng đường Trường Sơn của Quân đội Nhân dân Việt Nam trong chiến dịch mang tên "Cuộc chiến bí mật".

## Thân thế và bắt đầu sự nghiệp quân sự
Vàng Pao sinh ngày 8 tháng 12 năm 1929, tại ban Ha Ta Sheng, mường Nong Het, tỉnh Xiêng Khoảng, Lào. Cha ông là Vang Neng Chu và mẹ là Thao Sao Song. Ông có 8 anh chị em, trong đó 4 sống tại Mỹ và 2 người anh em trai chết trước khi Chiến tranh Đông Dương kết thúc.
Xuất thân là một nông dân thuộc lãnh địa của vua Mèo Ly Foung, Vàng Pao bắt đầu sự nghiệp quân sự và chính trị của mình với việc tham gia du kích H'Mông chống Nhật do quân đội Pháp tổ chức. Năm 1945,khi người Pháp tái chiếm lại Đông Dương, Vàng Pao được người Pháp sử dụng như là một Trung úy của Lực lượng biệt kích không vận hỗn hợp GCMA ở Lào nhằm chống lại các hoạt động quân sự của Việt Minh ở vùng Thượng Lào. Sau khi quân đội Pháp thất trận vào năm 1954, Vàng Pao chính thức trở thành một sĩ quan trong Quân đội Hoàng gia Lào với cấp bậc thiếu tá. Vàng Pao được cử giữ chức tiểu đoàn trưởng tiểu đoàn 10 bộ binh Quân đội Hoàng gia Lào, trấn đóng tại Cánh đồng Chum.

## Trở thành thủ lĩnh H'Mông
Năm 1959, trong khi tìm kiếm một chọn lựa mới cho vị trí chỉ huy trưởng Lực lượng Dân binh Tự vệ Mèo ở vùng Thượng Lào thay cho vua Mèo Touby Ly Foung, 2 nhân viên CIA là Lucien Conein và Edgar "Pop" Buell đã đề cử Vàng Pao vào vị trí này. Tháng 10 năm 1960, dưới sự hậu thuẫn của CIA, Vàng Pao đã thực hiện hành động tiếm quyền vua Mèo tại Lat Houang, khi tổ chức cuộc họp với hơn 300 tộc trưởng và sĩ quan người H'mong tại vùng Thượng Lào, tuyên bố ủng hộ cuộc đảo chính bất thành của tướng Phoumi Nosavan và cánh hữu, khi đó đang kiểm soát vùng Savannakhet. Sau khi nắm được quyền lãnh đạo của các bộ tộc H'Mông, Vàng Pao đã cho thực hiện nhiều hành động chống lại quyền lực của chính phủ trung ương Lào, thực tế kiểm soát vùng Cánh đồng Chum, được xem như một vua Mèo mới ở vùng Thượng Lào. Vàng Pao còn bắt cả vua Mèo Touby Ly Foung và tướng Amkha, Tổng tham mưu trưởng giao nộp cho tướng Phoumi. Đáp lại sự ủng hộ này, tướng Phoumi Nosavan đã thăng cấp Trung tá cho Vàng Pao và cử làm Tỉnh trưởng Xiêng Khoảng.
Ngày 13 tháng 12 năm 1959, tướng Phoumi một lần nữa tấn công Viêng Chăn và giành chiến thắng. Chính phủ Hoàng thân Phouma bị lật đổ và Hoàng thân Boun Oum được đưa lên làm thủ tướng. Lực lượng của lữ đoàn dù của đại úy Kong Le bị đẩy bật ra khỏi Viêng Chăn và rút lên Bắc Lào. Bất ngờ, trên đường rút quân, Kong Le cho quân dù tấn công thẳng vào Cánh đồng Chum, khu vực do Vàng Pao kiểm soát vào ngày 31 tháng 12 năm 1960. Quân Pathet Lào đã ủng hộ Kong Le, phát động một loạt những đợt tấn công nghi binh ở rìa phía đông Cánh đồng Chum. Lực lượng chính quy của Vàng Pao nhanh chóng tan vỡ, Egar Buell và các cố vấn Mỹ di tản theo máy bay về Savanakhet. Vàng Pao chỉ huy lực lượng dân binh tự vệ của mình rút khỏi Cánh Đồng Chum về hướng Nam đến Padoung. Khu vực Cánh đồng Chum hoàn toàn bị quân Kong Le và Pathet Lào kiểm soát.

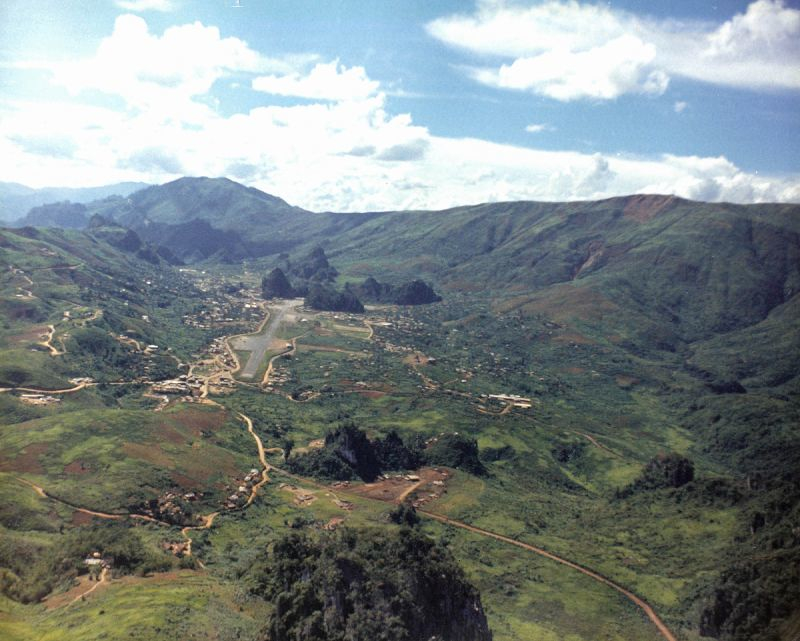
Căn cứ Long Chẹng năm 1973

## Chỉ huy "Đạo quân bí mật"
Tháng 1 năm 1961, Vàng Pao được tướng Phoumi giao chức vụ Tư lệnh Quân khu II ở bắc Lào. Không lâu sau, Vàng Pao được phong tướng. Việc này nằm trong dự tính của CIA nhằm đưa Vàng Pao trở thành chỉ huy một đạo quân bí mật thay cho những toán dân binh cũ đủ sức đương đầu với quân đội Pathet Lào đang lớn mạnh dần lên, nhằm chuẩn bị cho một cuộc chiến tranh đặc biệt kéo dài. Năm 1962, CIA bắt đầu thiết lập bộ chỉ huy của Thiếu tướng Vang Pao trong thung lũng Long Chẹng. Với lực lượng đặc biệt này, CIA còn hy vọng sẽ có thêm một lá bài dự trữ để "phòng thủ" trước sự thâm nhập của Quân đội nhân dân Việt Nam vào chi viện cho miền Nam theo đường mòn Hồ Chí Minh trải dài theo dãy Trường Sơn mới được thiết lập hơn một năm trước đó. Đồng thời, có thể sử dụng lực lượng này từ các căn cứ tại Lào, xâm nhập, phá hoại và quấy rối miền Bắc Việt Nam. Do đó, William Young, một điệp viên CIA kỳ cựu, đã được cử đến Padoung, cùng với các đơn vị biệt kích Mũ nồi xanh của Mỹ và những toán biệt kích của Cảnh sát Thái Lan do CIA tài trợ đã được gửi tới Quân khu II để tuyển mộ và huấn luyện đội quân đặc biệt. Các chuyến bay của Air America do CIA điều phối cũng được tăng cường để chở vũ khí, hàng tiếp tế cho "Đội quân bí mật" này.
Đến cuối năm 1961, quân số của đạo quân bí mật đã lên đến 9.000 người. Ảnh hưởng của Vàng Pao đã trải ra trên một vùng rộng lớn của quân khu II, từ núi Padoung ở phía Nam đến núi Phou Pha cho tới Boum Long về phía Đông Cánh Đồng Chum. Quân số sẽ còn tăng vọt lên 20.000 rồi 30.000 người vào những năm sau đó. Dưới sự đào tạo và hỗ trợ của CIA, Vàng Pao đã chỉ huy lực lượng này hoạt động một cách rất hiệu quả để chống lại Pathet Lào và Quân đội Nhân dân Việt Nam tại vùng Thượng Lào.

## Xung khắc với Yang Shong Lue
Yang Shong Lue (1929 - 1971) là một thủ lĩnh Hmong khác, nổi lên ở vùng Nong Het, Trung Lào, vùng quê hương của Vang Pao. Từ năm 1959 Yang bộc lộ khả năng thần học, đã xưng là Con Chúa Trời, Đấng Cứu thế (RPA: Theej Kaj Pej Xeem) của người Hmông và Khmu, và Đức Chúa Trời đã tiết lộ chữ Pahawh cho ông, để khôi phục lại chữ viết cho những dân tộc này. Sau đó, ông bắt đầu dạy chữ viết và thông điệp cứu rỗi tại Lào. Những thành công dẫn đến Yang thành mục tiêu của lực lượng cộng sản do sự hợp tác của ông với tướng Vang Pao và quân đội của ông ta. Nhưng tính độc lập của Yang dẫn đến ông bị nghi ngờ bởi các nhóm người Hmông hỗ trợ Chính phủ Hoàng gia Lào, bao gồm cả các thành viên của quân đội Vang Pao, cũng như cả người Hmông ủng hộ cộng sản Pathet Lào.
Nhằm ngăn chặn sự chống đối và cạnh tranh lãnh đạo người Hmông, tướng Vang Pao đã lệnh cho tay chân là Yang Nos Toom ám sát Yang Shong Lue năm 1971 ở bản Nam Chia, một thời gian ngắn sau khi Yang Shong Lue cho ra phiên bản thứ tư và là cuối cùng của bộ chữ Pahawh Hmông. Hai sát thủ mặc quân phục quân đội Việt Minh dùng AK-47 bắn chết Shong Lue, bắn người vợ là Bau Moua trọng thương ở bụng, và người con là Yang Ba lúc đó ở ngoài nhà bị bắn vào chân. Yang Ba chạy trốn vào rừng và sống sót, còn Bau Moua sau mấy ngày thì chết, nhưng vẫn tường thuật được sự việc, và sau này được các đệ tử công bố.
Tuy nhiên Yang Nos Toom chưa bao giờ nhận được phần thưởng là 3 triệu Kip Lào (khoảng 158,96 $ trong năm 1974; tương đương khoảng từ 340 $ đến 378 $ theo giá hiện nay). Năm 1974, trong cố gắng để lấy khoản tiền công từ tướng Vang Pao, Yang Nos Toom đã bị giết chết ở Thái Lan bằng cách còng tay, bịt mắt, và ném xuống sông Mekong.

## Di tản khỏi Long Cheng
Đầu tháng 5/1975 hình thái cuộc chiến Đông Dương đã ngã ngũ, Mỹ đã rút hầu hết các nhân viên dân sự và quân sự khỏi Lào. Tại căn cứ Long Cheng có gần 50.000 quân du kích Hmong và người tị nạn. Tướng Vang Pao miễn cưỡng tuân theo CIA và thấy không thể duy trì việc chống lại các lực lượng đối thủ. Kế hoạch di tản bắt đầu với sự điều hành của nhóm sỹ quan CIA do Jerry Daniels phụ trách.
Tuy nhiên Daniels chỉ có một máy bay vận tải, đưa người đến Udon Thani, Thái Lan. Nhóm CIA đặt thêm ba máy bay vận tải của Mỹ và các phi công ở Thái Lan, bay theo kiểu loại bỏ tất cả các dấu hiệu xác định sở hữu. Đến 14/5/1975 các máy bay đưa được chừng 3.000 người Hmong, chủ yếu các nhà lãnh đạo quân Hmong và nhân viên CIA sang Thái Lan. Đám đông thường dân bao vây các chuyến bay trên đường băng, tạo ra một bầu không khí hỗn loạn.
Cuộc di tản kết thúc với chuyến bay có Thiếu tướng Vang Pao và Jerry Daniels. Tướng Vang Pao bước lên máy bay và nói với những người vẫn còn trên đường băng: "Tạm biệt, những người anh em của tôi, tôi không thể làm gì hơn cho bạn, tôi sẽ chỉ là một sự đau khổ cho bạn". Lúc đó còn cỡ trên 10.000 người Hmong tụ tập quanh sân bay đợi máy bay quay lại, nhưng họ sớm nhận ra điều đó không đến.

## Ra nước ngoài
Từ Thái Lan tướng Vàng Pao sang Mỹ tị nạn ngay trong năm 1975, cùng với vợ cưới năm 1973 là Vang May Song (1951-2013). Ông sống ở California và trở thành người lãnh đạo cộng đồng H'mong tại Mỹ.
Tại Việt Nam, thuộc hạ của Vàng Pao là Xay Phia hoạt động vào đầu năm 2000 tại vùng biên giới Nậm Cắn huyện Kỳ Sơn, tỉnh Nghệ An và sau đó bị truy quét.
Ông cũng được cho là có liên quan đến các vụ đánh bom ở Viêng Chăn do các phiến quân người H'Mông thực hiện, có liên quan đến nhóm ở nước ngoài. Đỉnh cao của âm mưu là Sự cố Vang Tao xảy ra ngày 3/7/2000, một nhóm hơn 30 phiến quân vũ trang và lính đánh thuê tấn công tiền đồn hải quan Lào tại cửa khẩu Vang Tao ở bản Vang Tao muang Phonthong tỉnh Champasack, Nam Lào .
Năm 2001 ông tuyên bố từ bỏ đấu tranh vũ lực và cho ra một tuyên ngôn Hòa bình. Ngày 4 tháng 6 năm 2007, ông lúc đó đã 77 tuổi bị bắt giữ cùng với 7 người khác với cáo buộc đứng đầu âm mưu lật đổ Chính phủ Lào. Ông bị truy tố theo Đạo luật Trung Lập của Hoa Kỳ (Neutrality Act). Ngoài ra ông còn bị truy tố về tội âm mưu nhận và sở hữu các súng tự động và các thiết bị chất nổ. Tháng 9 năm 2009, Chính phủ liên bang Mỹ tuyên bố bác bỏ mọi cáo buộc chống lại trùm phiến quân Hmong ly khai Vang Pao, ông bị buộc tội âm mưu lật đổ chính quyền Lào. Tuyên bố được đưa ra sau một ngày khi bồi thẩm đoàn ở Sacramento công bố một bản cáo trạng mới đối với 12 người bị buộc tội âm mưu cung cấp tiền, vũ khí và các hỗ trợ khác cho phiến quân ở Lào.
Vàng Pao mất ngày 6 tháng 1 năm 2011 tại California, Hoa Kỳ thọ 81 tuổi.
Chu Vang, con trai của Vàng Pao, cho biết Vàng Pao không lập đạo Vàng Chứ theo như những tin sai lệch. Vàng Chứ (Vương Chủ theo Hán Việt) có nghĩa là Thiên Chúa theo cách gọi của người H'mong theo Tin Lành.